# 聖科斯梅 (科連特斯省)
27°31′S 58°34′W / 27.517°S 58.567°W
聖科斯梅（西班牙語：San Cosme），是阿根廷的城鎮，位於該國北部科連特斯省，是聖科斯梅縣的首府，距離科連特斯32公里，該城鎮海拔高度56米，2010年人口2,563。